# Hussein-Ali Montazeri
Hussein-Ali Montazeri (ngày 24 tháng 9 năm 1922  - 19 tháng 12 năm 2009; tiếng Ba Tư: حسینعلی منتظری‎, liên_kết=| Về âm thanh này cách phát âm) là một nhà thần học Hồi giáo Shia, người ủng hộ dân chủ Hồi giáo, nhà văn và nhà hoạt động nhân quyền người Iran. Là một trong những người lãnh đạo cuộc Cách mạng Iran năm 1979, ông là người kế thừa được chỉ định trước của Lãnh tụ tối cao của cuộc cách mạng Ayatollah Khomeini, nhưng sau này ông đã thất sủng vào năm 1989 khi tranh cãi về các chính sách của chính phủ với tuyên bố chúng xâm phạm quyền tự do của mọi người và từ chối quyền của họ. Montazeri đã dành những năm cuối đời ở Qom và vẫn có ảnh hưởng chính trị ở Iran, đặc biệt là cho phong trào cải cách. Ông được biết đến như một học giả Hồi giáo cao cấp am hiểu nhất ở Iran  và là một Grand Marja (lãnh tụ tôn giáo) của Hồi giáo Shia.
Trong hơn hai thập kỷ, Hussein-Ali Montazeri là một trong những nhà phê bình chính của chính sách đối nội và đối ngoại của Cộng hòa Hồi giáo. Ông cũng đã là một người ủng hộ tích cực của Baha'i quyền, quyền công dân và quyền phụ nữ ở Iran. Montazeri là một nhà văn chuyên viết sách và bài báo. Ông là một người ủng hộ trung thành của một quốc gia Hồi giáo, và ông lập luận rằng Iran hậu cách mạng không bị cai trị như một quốc gia Hồi giáo.

## Tuổi thơ và sự nghiệp cộng đồng
Sinh năm 1922, Montazeri xuất thân từ một gia đình nông dân ở Najafabad, một thành phố ở Isfahan, 250 dặm về phía nam của Tehran.
Giáo dục thần học ban đầu của ông là ở Isfahan. Sau khi Khomeini bị Shah buộc phải lưu vong, Montazeri "trở thành trung tâm của mạng lưới giáo sĩ" mà Khomeini đã thiết lập để chống lại sự cai trị của Pahlavi. Ông trở thành giáo viên tại Trường Thần học Faiziyeh. Trong khi ở đó, ông trả lời lời kêu gọi của Khomeini để phản đối cuộc cách mạng trắng của Shah Mohammad Reza Pahlavi vào tháng 6 năm 1963 và hoạt động trong giới giáo sĩ chống Shah. Ông đã bị tống vào tù năm 1974 và được thả ra vào năm 1978 đúng thời điểm diễn ra cuộc cách mạng. Montazeri sau đó đã đến Qom nơi ông học thần học.

## Cách mạng Iran

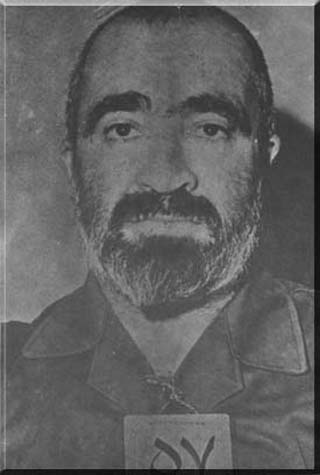
Hussein-Ali Montazeri trong nhà tù Evin

Montazeri được biết đến như một luật sư Hồi giáo, người được tạo ra để trả giá cho niềm tin thiên về tự do của mình. Ông ủng hộ một nước cộng hòa dân chủ là hình thức chính phủ tốt nhất; tuy nhiên trong mô hình lý tưởng của mình cho chính phủ, một luật sư Hồi giáo đóng vai trò là người giám sát và cố vấn, những gì anh ta, cùng với Ayatollah Khomeini, được gọi là velayat-e faqih. Ông là tác giả của Dirasāt fī wilāyah al-faqīh, một cuốn sách học thuật ủng hộ sự giám sát của chính quyền bởi các nhà luật học Hồi giáo. Ông tin vào sự độc lập của chính phủ và không chấp nhận bất kỳ vai trò điều hành và hoạch định chính sách nào đối với luật sư Hồi giáo. Montazeri khẳng định rằng quy tắc của luật học không nên là một quy tắc tuyệt đối; thay vào đó, nó nên được giới hạn ở chức năng cố vấn cho những người cai trị, được bầu bởi người dân.
Năm 1979, sau khi lật đổ Shah, ông đóng vai trò nòng cốt trong việc thiết lập hiến pháp mới của Iran. Ông là một trong những người lãnh đạo phong trào thay thế hiến pháp dự thảo dân chủ và thế tục được đề xuất cho Cộng hòa Hồi giáo bằng một nơi mà sự giám sát của các luật sư Hồi giáo được công nhận. Ông đã phân phát "một bài bình luận chi tiết và dự thảo thay thế" cho hiến pháp mới của Iran. Nó bao gồm các đề xuất để xác định rằng Twelver Shi'ism, chứ không phải Hồi giáo nói chung là tôn giáo chính thức của nhà nước và tuyên bố rằng các luật sư Hồi giáo nên bổ nhiệm các thẩm phán có quyền phủ quyết mọi luật lệ và hành động chống lại các nguyên tắc Hồi giáo. Sau đó, ông phục vụ trong Hội các chuyên gia (Majles-e-Khobregan), hội này tập trung viết hiến pháp và thực hiện nhiều đề xuất của ông.
Trong thời gian này, Montazeri cũng từng là lãnh đạo cầu nguyện thứ sáu của Qom, với tư cách là thành viên của Hội đồng Cách mạng và là phó cho Lãnh tụ tối cao Khomeini. Khomeini bắt đầu "chuyển một phần sức mạnh của mình" cho Montazeri, vào năm 1980. Đến năm 1983 "tất cả các văn phòng chính phủ đều treo một bức tranh nhỏ" của Montazeri bên cạnh bức ảnh của Khomeini. Năm 1984, Montazeri trở thành ayatollah lớn.
Montazeri ban đầu từ chối đề nghị của Khomeini để biến ông thành người kế vị, khẳng định rằng sự lựa chọn của người kế nhiệm được để lại cho Hội đồng chuyên gia được bầu cử một cách dân chủ  bổ nhiệm người kế vị của Khomeini làm Lãnh đạo tối cao.
Một số nhà quan sát tin rằng Khomeini đã chọn ông để kế vị chỉ vì sự ủng hộ của ông đối với nguyên tắc cai trị thần quyền của Khomeini bởi các nhà luật học Hồi giáo. Hình thức quản trị được đề xuất của Khomeini kêu gọi những luật sư Hồi giáo thông thái nhất, hoặc là một trong những luật sư Hồi giáo thông thái nhất, và trong tất cả những người có thể được coi là một luật sư Hồi giáo hàng đầu, chỉ Montazeri ủng hộ thần quyền. Tuy nhiên, theo quan điểm của Montazeri, luật sư sẽ không đóng vai trò là người cai trị tuyệt đối, thay vào đó, ông sẽ đóng vai trò là cố vấn và cho lời khuyên.

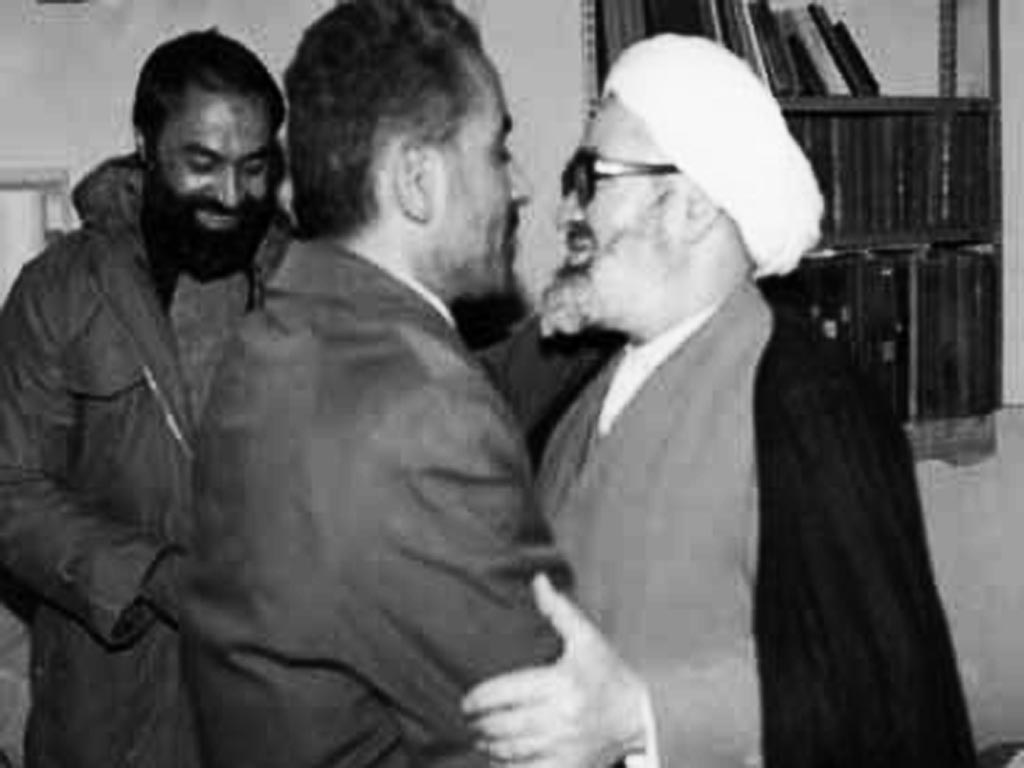
Montazeri và Tổng thống Mohammad-Ali Rajai

 Montazeri không đáp ứng được các yêu cầu thần học của Faqih tối cao. Ông ta không thể yêu cầu có dòng dõi từ nhà tiên tri và anh ta không có tất cả các bằng cấp của một học giả tôn kính của luật Hồi giáo. Tín đồ tôn giáo của ông rất ít. Và ông thiếu sức thu hút mà là rất quan trọng. Sự lựa chọn ông làm người kế vị đã xảy ra vì một lý do, ông là người duy nhất trong số các ứng cử viên cho vị trí Faqih, người hoàn toàn tán thành tầm nhìn của Khomeini về chính phủ Hồi giáo. 
 Ngoài ra, những người theo chủ nghĩa truyền thống đã không chấp nhận sự kế vị của Montazeri vì một số lý do, bao gồm cả tính cách có vấn đề của ông trong các cuộc hội thảo Shiite dưới triều đại của Shah và sự ủng hộ của ông dành cho các tác phẩm của Ali Shariati và cho Nematollah Salehi Najaf Abadi. Trình độ lãnh đạo của Montazeri còn bị tổn thương hơn nữa khi không phải là người bị trói buộc, hay hậu duệ của nhà tiên tri Mohammed, theo truyền thống mặc chiếc khăn xếp màu đen trong đạo Hồi Shiite, như người lãnh đạo tối cao của Khomeini và Khomeini, Ayatollah Ali Khamenei. Trong những năm đầu của cuộc cách mạng, ông không nổi tiếng như trong hai thập kỷ cuối đời. Tầng lớp trung lưu và giới thượng lưu đã chế giễu ông trong những năm đầu.

## Tranh chấp với Khomeini và bị giáng chức
Mehdi Karrubi tuyên bố rằng những căng thẳng giữa Montazeri và Khomenei bắt đầu vào khoảng tháng 10 năm 1986 khi Montazeri gửi thư cho người sau, chỉ trích và đặt câu hỏi về nền tảng của nhà nước. Những rắc rối của Montazeri càng trở nên rõ ràng hơn do sự liên kết của ông với Mehdi Hashemi, người điều hành một tổ chức ra khỏi văn phòng của Montazeri, nơi muốn xuất khẩu cuộc cách mạng Hồi giáo. Hashemi được cho là đã khiến Akbar Hashemi Rafsanć bối rối khi rò rỉ thông tin về mối liên hệ của anh ta với vụ Iran-Contra. Sau đó Hashemi đã bị bắt, bị kết án và bị xử tử vào tháng 9 năm 1987 với tội danh hoạt động phản cách mạng.
Vào tháng 11 năm 1987, Montazeri đã tạo ra nhiều tranh cãi khi ông kêu gọi hợp pháp hóa các đảng chính trị, mặc dù ông vẫn theo các quy định nghiêm ngặt. Ông tiếp tục điều này bằng cách kêu gọi "đánh giá mở về những thất bại" của Cách mạng và chấm dứt xuất khẩu cách mạng, nói rằng Iran nên truyền cảm hứng bằng ví dụ, chứ không phải đào tạo và vũ trang các nhóm đồng minh. Khomeini đã trả lời vào tháng Hai tới bằng cách chỉ trích Montazeri và một tháng sau đó đã kêu gọi một cuộc họp của Hội các chuyên gia để "thảo luận về ông".

Mọi thứ trở nên tồi tệ sau vụ hành quyết hàng loạt tù nhân chính trị vào cuối mùa hè và đầu mùa thu 1988. Montazeri đã đưa ra một loạt các bài giảng, trong đó ông chỉ ra sự ủng hộ cho chính sách "cởi mở hơn"  và trong một cuộc phỏng vấn được công bố tại Keyhan vào đầu năm 1989, đã chỉ trích Khomeini bằng ngôn ngữ được cho là đã đóng dấu chấm hết "số phận chính trị của ông": 
 Việc từ chối quyền lợi của mọi người, sự bất công và coi thường các giá trị thực sự của cuộc cách mạng đã giáng những đòn nặng nề nhất vào cuộc cách mạng. Trước khi tái thiết [diễn ra], trước tiên phải có một sự tái thiết chính trị và ý thức hệ... Đây là điều mà mọi người mong đợi ở một nhà lãnh đạo. 

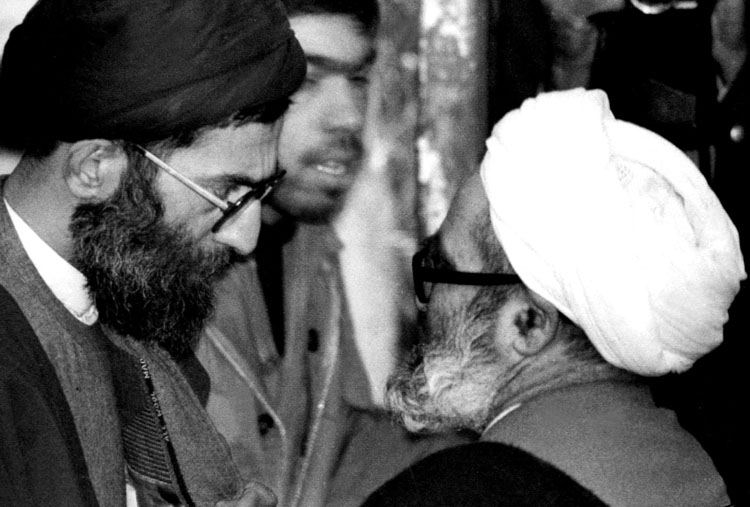
Montazeri và người sau này là Lãnh tụ tối cao Ali Khamenei

Điều tồi tệ hơn đối với ông là việc xuất bản ở nước ngoài và phát trên BBC những lá thư của ông lên án làn sóng hành quyết sau chiến tranh vào tháng 3 năm 1989. Montazeri cũng chỉ trích fatwa của Khomeini ra lệnh ám sát tác giả Salman Rushdie nói rằng: "Mọi người trên thế giới đang có ý tưởng rằng việc của chúng tôi ở Iran chỉ là giết người." 
Vào ngày 26 tháng 3 năm 1989, Imam Khomeini đã lên án mạnh mẽ hành động của Montazeri và hai ngày sau đó tuyên bố rằng Montazeri đã từ chức. Montazeri không phản đối sự mất mát của mình, đưa ra một thông điệp kết luận: "Tôi yêu cầu tất cả anh chị em không được nói một lời để hỗ trợ tôi." 
Ngoài việc mất vị trí là người thừa kế được chỉ định, danh hiệu Grand Ayatollah của Montazeri đã bị thu hồi, việc xuất bản các bài giảng của ông trên tờ báo Kayhan và các tài liệu tham khảo về ông trên đài phát thanh nhà nước đã bị dừng lại, chân dung của ông được Thủ tướng Mir Hossein Mousavi yêu cầu gỡ khỏi các văn phòng và nhà thờ Hồi giáo, và nhân viên bảo vệ của ông đã bị rút bớt. "Các bài báo và bài xã luận xuất hiện trên nhiều tờ báo khác nhau nhằm mục đích hạ thấp" uy tín cách mạng "hoàn hảo" của Montazeri. " 
Theo nhiều nguồn tin, việc sửa đổi hiến pháp của Iran đã loại bỏ yêu cầu Lãnh đạo tối cao là Marja được đặt ra để đối phó với vấn đề thiếu bất kỳ Grand Ayatollah nào còn lại sẵn sàng chấp nhận "velayat-e faqih". Tuy nhiên, những người khác cho biết lý do marja không được bầu là vì họ không có phiếu trong Hội đồng chuyên gia. Ví dụ, Grand Ayatollah Mohammad Reza Golpaygani có sự ủng hộ của chỉ mười ba thành viên của hội đồng. Hơn nữa, có những marjas khác đã chấp nhận "velayat-e faqih".

## Bất đồng quan điểm và bị quản thúc tại nhà
Khomeini qua đời vào tháng 6 năm 1989 và một giáo sĩ khác, Seyed Ali Khamene'i, được Hội đồng chuyên gia chọn làm Thủ lĩnh tối cao mới. Khamenei đã từng là một Hojatoleslam cao cấp trước khi loại bỏ Montazeri. Việc lên làm thủ lĩnh của ông được nhiều Shi'a chấp nhận, trong số các trường hợp ngoại lệ là Montazeri.
Vào tháng 12 năm 1989, những người ủng hộ Montazeri trong Qom đã phân phát " những lá thư đêm " đặt câu hỏi về trình độ của Khamenei để trở thành Marja e Taqlid ("Nguồn của Cảm hứng"), hay nói cách khác là Ayatollah. Để trả thù Vệ binh cách mạng "giam giữ và làm nhục" Montazeri, "buộc ông phải mặc quần áo ngủ thay vì turban màu trắng." 
Vào tháng 10 năm 1997, sau khi công khai chỉ trích thẩm quyền của nhà lãnh đạo tối cao Iran Ayatollah Khamenei, Ayatollah Montazeri bị quản thúc tại gia dưới cái cớ bảo vệ ông khỏi những kẻ cực đoan. Cuối cùng, ông đã được thoát khỏi quản thúc tại gia năm 2003  sau khi "hơn 100 nhà lập pháp Iran" kêu gọi Tổng thống Khatami giải phóng Montazeri. Một số người nghĩ rằng chính phủ đã dỡ bỏ việc quản thúc tại gia để tránh khả năng xảy ra phản ứng dữ dội nếu Montazeri ốm yếu chết trong khi bị giam giữ.

### Chỉ trích chính phủ
Vào ngày 22 tháng 1 năm 2007, Grand Ayatollah Montazeri đã chỉ trích cựu Tổng thống Iran Mahmoud Ahmadinejad vì các chính sách hạt nhân và kinh tế của ông.
Trong khi đồng ý Iran có quyền phát triển năng lượng hạt nhân, ông đã gọi cách tiếp cận vấn đề của Ahmadinejad là hung hăng, nói rằng: "Người ta phải đối phó với kẻ thù bằng trí tuệ, không kích động nó,... (sự khiêu khích) của anh ta chỉ tạo ra vấn đề cho đất nước "  và hỏi," Chúng ta cũng không có quyền khác sao? ", Đề cập đến quyền cá nhân và nhân quyền. Montazeri cũng chỉ trích hiệu quả kinh tế của chính quyền của Ahmadinejad, lưu ý đến tỷ lệ lạm phát, bao gồm cả việc tăng 50% chi phí nhà ở  - ông tranh cãi rằng một quốc gia không thể chạy theo "khẩu hiệu".

Montazeri, trong một cuộc phỏng vấn năm 2008 với Đài Tiếng nói Hoa Kỳ liên quan đến kỷ niệm 29 năm của cuộc cách mạng, đã tuyên bố rằng cuộc cách mạng đã mang lại cho Hồi giáo một tên xấu, lập luận "Thật không may, cuộc cách mạng chỉ còn cái tên là đạo Hồi. Nội dung của nó đã thay đổi, và những gì đang diễn ra dưới danh nghĩa Hồi giáo mang đến một hình ảnh xấu về tôn giáo. Đây là tôn giáo của lòng tốt và sự khoan dung. "  Ông cũng đã ban hành một tuyên bố vào năm 2008 để ủng hộ quyền của người theo đạo Baha'i tại Cộng hòa Hồi giáo, nói rằng mặc dù Baha'is không phải là người của Sách như người Do Thái, Kitô hữu và Hỏa giáo, nhưng dù sao: 
 "Họ vẫn là công dân của đất nước này, họ có quyền công dân và sống ở đất nước này. Hơn nữa, họ phải được hưởng lợi từ lòng trắc ẩn của đạo Hồi được nhấn mạnh trong Kinh Qur'an và từ các nhà lãnh đạo tôn giáo. "  
 Montazeri một lần nữa lên tiếng chống lại Ahmadinejad vào ngày 16 tháng 6 năm 2009 trong các cuộc biểu tình chống lại sự tái tranh cử của ông. Ahmadinejad đã được bầu lại làm tổng thống sau một cuộc bầu cử tranh chấp và tranh chấp chặt chẽ, liên quan đến nhiều ứng cử viên, nhưng những người bỏ phiếu hàng đầu là Ahmadinejad và cựu Thủ tướng Mir Hossein Mousavi. Chính phủ báo cáo rằng Ahmadinejad đã giành chiến thắng trong cuộc bầu cử với 62% số phiếu. Montazeri tuyên bố rằng "Không ai trong tâm trí của họ có thể tin" kết quả được tính một cách công bằng. Montazeri kêu gọi ba ngày để tang công khai cho cái chết của Neda Agha-Soltan và những người khác bị giết trong các cuộc biểu tình ngày 20 tháng 6. Ông tiếp tục tuyên bố rằng chính phủ cầm quyền hiện tại không phải là Hồi giáo hay cộng hòa, mà là quân đội. Vào tháng 11 năm 2009, một ngày trước lễ kỷ niệm 30 năm cuộc khủng hoảng con tin Iran, Montazeri nói rằng việc chiếm đóng Đại sứ quán Mỹ năm 1979 là một sai lầm.

## Nhân quyền và giới tính
Trong khi Ayatollah Montazeri đã được tổ chức như một nhà vô địch quyền của tù nhân chính trị và nhân quyền liên quan đến lĩnh vực công, trong một cuộc phỏng vấn  tiến hành vào năm 2003 tại Qom với Iran nữ quyền học tập Golbarg Bashi ông nói rằng trong khi nam giới và phụ nữ Được hưởng phẩm giá và sự tôn trọng tương tự trong mắt của Thiên Chúa, quyền của phụ nữ phải được duy trì nghiêm ngặt trong phạm vi của Shi'i fiqh chứ không phải là các công ước nhân quyền quốc tế như CEDAW.

## Uy tín
Montazeri được các đồng minh của ông mô tả là "tài giỏi", thực tế, không khoa trương, có cách nói đơn giản và là một người "sống giản dị, và đánh đồng đạo Hồi với công bằng xã hội" và luôn vượt lên trên chính trị. " Những kẻ gièm pha ông miêu tả Montazeri là cứng đầu và ngây thơ khi ông khăng khăng rằng cộng hòa Hồi giáo phải tìm sự hòa giải với "những kẻ đạo đức giả " và " những người tự do " là "kẻ thù nội bộ" của tôn giáo này.

## Hình ảnh trước công chúng
Vào cuối những năm 1960, Montazeri đã có được ảnh hưởng và sự nổi tiếng ở tỉnh Isfahan sau khi các bài phát biểu chỉ trích Shah, khiến SAVAK trục xuất và sau đó tống giam ông.
Trong năm 1980, Montazeri được biết đến với nickname mang tính miệt thị Gorbeh Nareh (tiếng Ba Tư: گربه‌نره, con mèo đực) bắt chước Cat, một nhân vật trong loạt phim hoạt hình Pinocchio. Theo Elaine Sciolino, điều này là do "kỹ năng nói trước công chúng kém, giọng nói khàn khàn, khuôn mặt tròn và bộ râu quai nón" của ông.

## Đời tư
Vào ngày 4 tháng 9 năm 1942, ông kết hôn với Mah-Sultan Rabbani (1926 - 26 tháng 3 năm 2010) và có bảy người con, bốn con gái và ba con trai. Một trong những người con trai của ông, Mohammad Montazeri đã chết trong một vụ đánh bom tại trụ sở Đảng Cộng hòa Hồi giáo năm 1981, được tổ chức Nhân dân Mujahedin của Iran thực hiện; một người con khác, Saeed Montazeri, bị mất một mắt trong cuộc chiến Iran-Iraq năm 1985. Một người con trai khác, Ahmad Montazeri, là một giáo sĩ ở Qom. Anh trai của con rể của Montazeri, Mehdi Hashemi, đã bị kết án tử hình và bị xử tử sau cuộc cách mạng năm 1979 do liên quan đến vụ giết Ayatollah Abul Hassan Shams Abadi, người từng là nhà phê bình của Montazeri, ở Isfahan.
Ông được Ayatollah Mohammad Guilani mô tả là "tỉ mỉ, nếu không nói là bị ám ảnh bởi sự sạch sẽ." 

## Qua đời

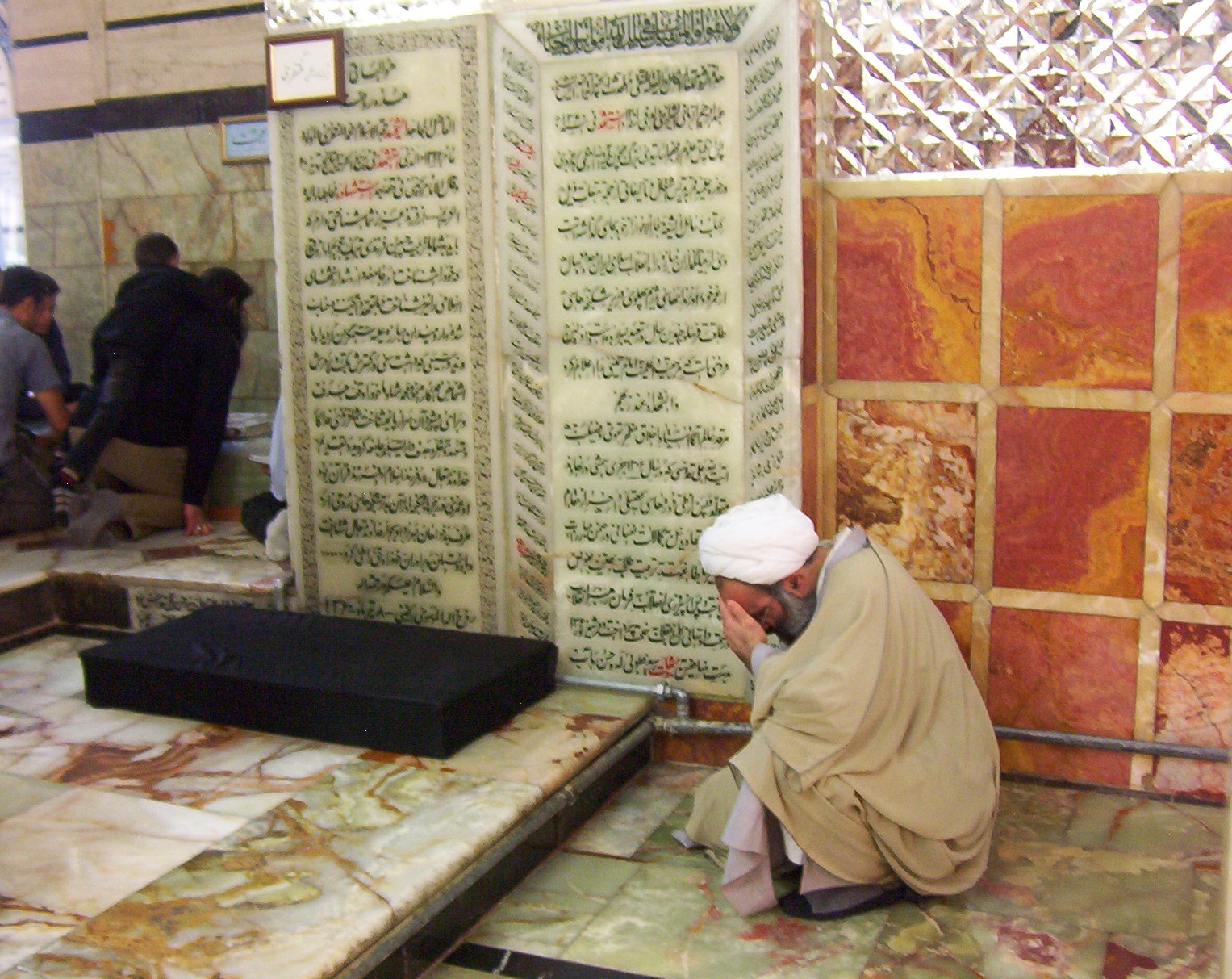
Lăng mộ của Montazeri trong Đền Fatima al-Masumeh

Vào ngày 19 tháng 12 năm 2009, Montazeri qua đời trong giấc ngủ vì bệnh suy tim tại nhà riêng ở Qom, thọ 87 tuổi. Thông tấn xã Cộng hòa Hồi giáo, cơ quan thông tấn chính thức của Iran, đã không sử dụng tiêu đề Ayatollah trong các báo cáo ban đầu về cái chết của ông và gọi ông là "nhân vật giáo sĩ của những kẻ bạo loạn". Các đài truyền hình và đài phát thanh nhà nước đều nói tương tự nhau, cho thấy sự căng thẳng giữa chính phủ và các đối thủ của họ.

### Tang lễ và biểu tình
Đám tang của Montazeri được cho là đã đánh dấu "một giai đoạn mới" trong cuộc nổi dậy năm 2009 của Iran.

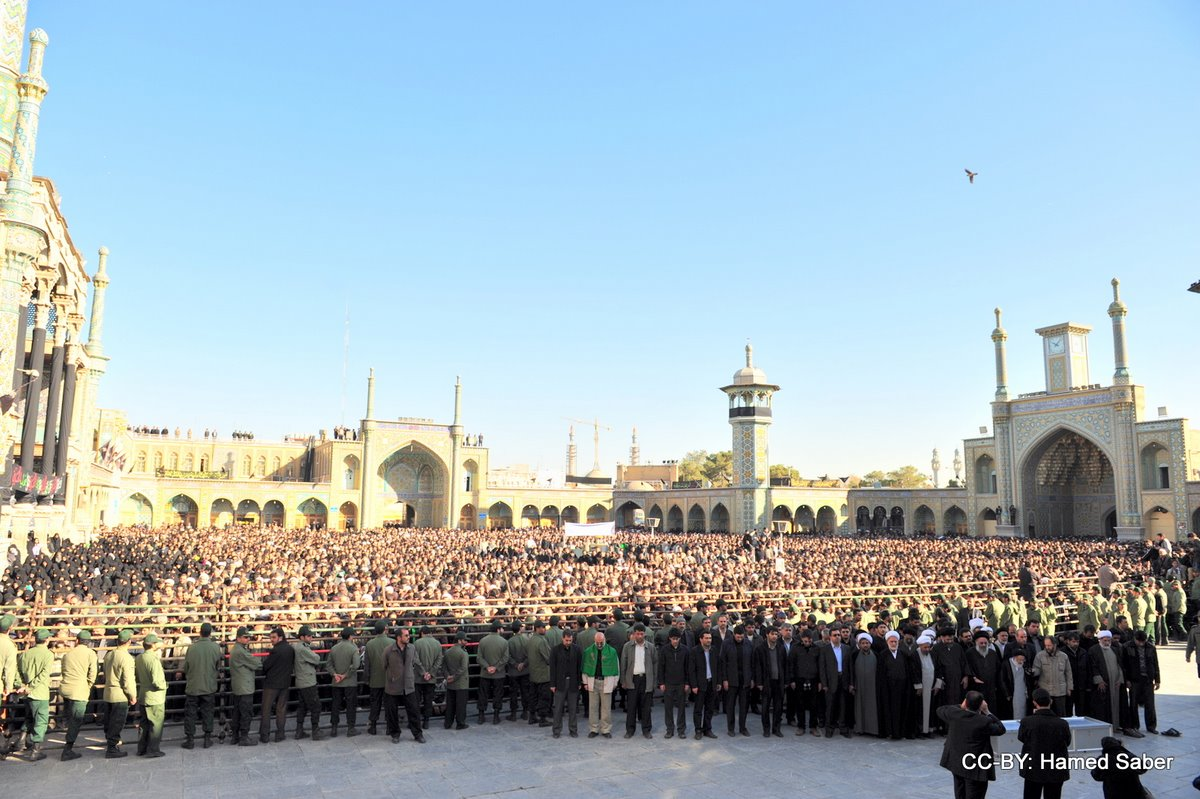
Lễ tang Salat Meyyet của Ayatollah Montazeri

#### 21 tháng 12

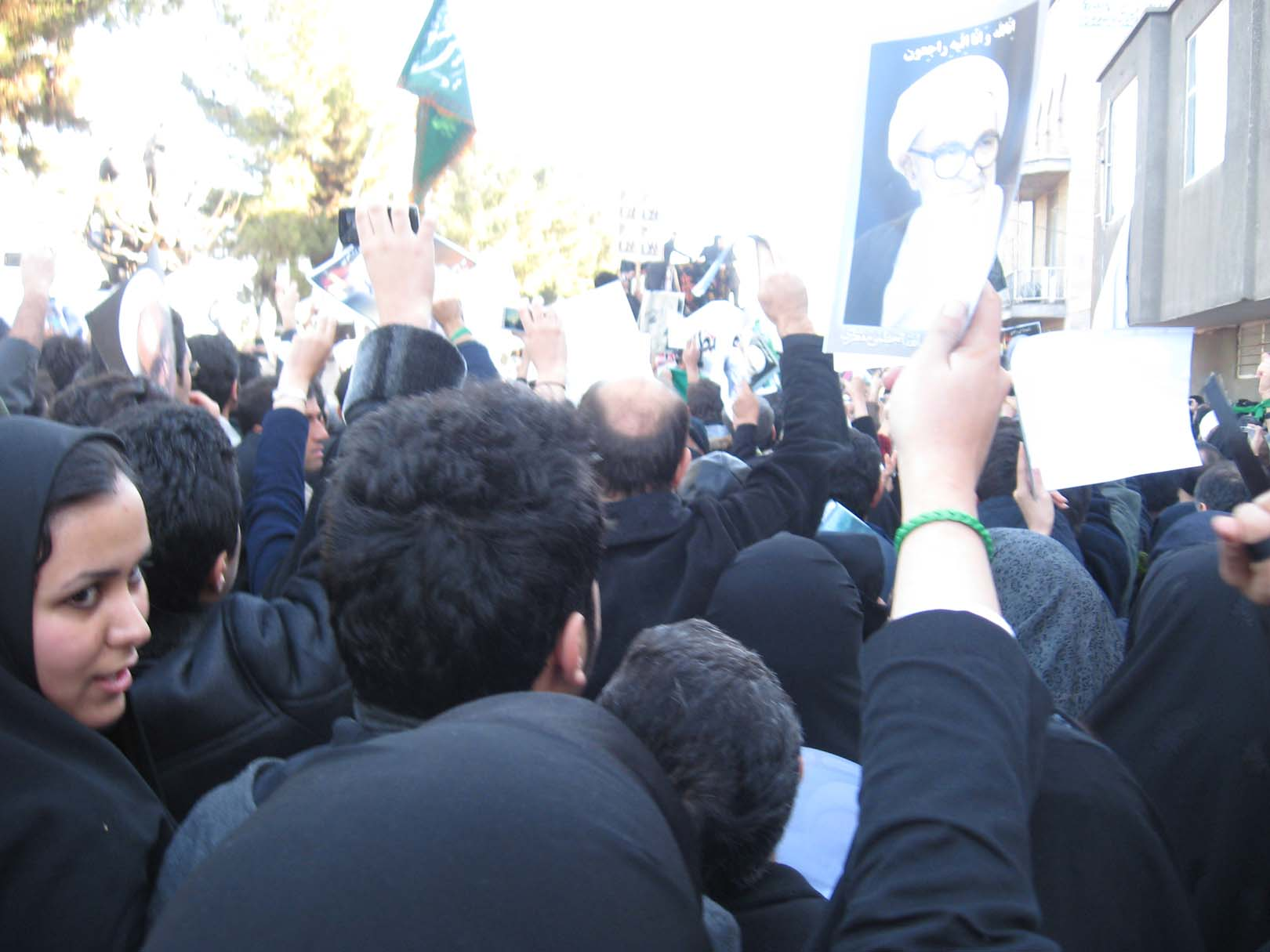
Tang lễ của Grand Ayatollah Hosein-Ali Montazeri

Vào ngày 21 tháng 12, hàng trăm ngàn người thương tiếc và những người ủng hộ Phong trào Xanh từ khắp Iran đã đến dự đám tang của Montazeri và biến đám tang thành một cuộc biểu tình lớn chống lại chính phủ Iran. Dịch vụ mai táng cho anh bắt đầu tại nhà anh và những lời cầu nguyện tang lễ được tổ chức tại Nhà thờ Hồi giáo Lớn ở Qom. Sau những lời cầu nguyện đặc biệt của Ayatollah Mousa Shabiri Zan camera, cơ thể của ông được yên nghỉ trong Đền Fatima Masumeh. Ông được chôn cất cùng với con trai của mình, Mohammad Montazeri.
Những người biểu tình hô vang các khẩu hiệu đối lập, bao gồm "Chúng tôi thấy xấu hổ vì nhà lãnh đạo ngốc nghếch của chúng tôi" và Nhà độc tài, đây là thông điệp cuối cùng của bạn: người dân Iran đang nổi dậy!"
Mặc dù cảnh sát hầu hết đều tránh xa đám tang, nhưng có một số cuộc giao tranh giữa người biểu tình và dân quân Basij. Cũng vào ngày 21 tháng 12, bên trong đền thờ Qom nơi đặt thi thể của Montazeri, các nhà hoạt động đối lập đã tập trung và hô vang Tử thần cho nhà độc tài. Khi một nhóm dân quân basiji thân chính phủ tiến về phía họ, hô vang Tử thần cho những kẻ đạo đức giả, đám đông đã đổi thành một khẩu hiệu chống basiji. Sau đó, họ lấy tiền ra, đưa nó cho basiji và hô vang rằng họ đóng vai trò là lính đánh thuê được trả lương của chính phủ: Tiền đâu là tiền dầu? Dành cho niềm tự hào lớn của Basiji, phạm lỗi và của Basij, hãm hiếp trong tù. '  Cùng ngày, Mir-Hossein Mousavi bước ra từ khu tập thể của Grand Ayatollah Saanei, một nhà cải cách đồng nghiệp, để băng qua đường đến nhà của Montazeri ở Qom. Đúng lúc đó, một nhóm gồm 30 người đàn ông có râu, cầm những bức ảnh Montazeri để hòa vào đám đông, thả chân dung, bắt đầu tấn công Mousavi và hét lên cái chết của kẻ đạo đức giả. Ứng cử viên cũ đã phải nhanh chóng được đưa vào khu phức hợp Montazeri. Điều tương tự cũng xảy ra khi giáo sĩ Mehdi Karroubi bước ra đường. Lần này, các nhóm cải cách đã sẵn sàng và đẩy lùi những người phản đối, để Karroubi có thể đi qua.
Khi đám tang kết thúc, lực lượng an ninh đã đổ vào thành phố, chặn đường đến nhà của Ayatollah và xé nát áp phích của Ayatollah. Những người than khóc được báo cáo đã ném đá vào cảnh sát, những người cố gắng ngăn họ hô khẩu hiệu ủng hộ Montazeri. Những người than khóc đã phản ứng một cách thách thức khi ra lệnh bằng loa không được hô vang, đột nhập vào tiếng hét của "Ya Hossein, Mir Hossein" để ủng hộ Mir Hossein Mousavi. Khi một đám đông những người ủng hộ chính phủ hô vang: "Tôi sẽ trao cuộc sống của mình cho nhà lãnh đạo tối cao", họ đã bị những người than khóc la ó, một nhân chứng nói. Các lực lượng an ninh đã ngăn cản gia đình của Ayatollah tổ chức một buổi lễ tưởng niệm theo kế hoạch tại nhà thờ Hồi giáo lớn Qom sau lễ tang.
Theo trang web cải cách Kalameh, những người đàn ông đi xe máy, được cho là những người ủng hộ Ahmadinejad, đã tấn công chiếc xe chở Mir Hossein Mousavi trở về từ Qom đến Tehran. Họ xúc phạm Mousavi, đập vỡ cửa sổ phía sau và làm bị thương một trong những phụ tá của anh ta.
Cũng có những cuộc biểu tình ở Najafabad, nơi sinh của Ayatollah Montazeri. Video Internet cho thấy những người biểu tình vẫy biểu ngữ màu xanh lá cây và tụng kinh, “độc tài, độc tài, Montazeri còn sống!” Và “Oh Montazeri, con đường của bạn sẽ được thực hiện ngay cả khi độc tài bắn chết tất cả chúng ta!” 

#### 22 và 23 tháng 12
Vào ngày 22 tháng 12, Ahmadinejad tiếp tục hành trình tước bỏ đối thủ của mình khỏi những dấu tích quyền lực chính trị cuối cùng của họ. Ông đã gián đoạn chuyến thăm Shiraz để trở về Tehran và loại bỏ Mir Hossein Mousavi, lãnh đạo phe đối lập chính mà ông đã đánh bại trong cuộc bầu cử tổng thống, với tư cách là người đứng đầu Học viện Văn hóa và Nghệ thuật nhà nước - một bài viết ông đã giữ trong mười năm. Hardliners cũng muốn Mousavi bị bắt vì vai trò kích động tình trạng bất ổn kể từ cuộc bầu cử tháng 6 đang tranh chấp.
Vào ngày 23 tháng 12, lực lượng an ninh Iran đã đụng độ với hàng chục ngàn người ủng hộ phe đối lập ở thành phố Isfahan, theo báo cáo của trang web đối lập. Các nhà hoạt động cho biết cảnh sát đã sử dụng hơi cay, bình xịt hơi cay và dùi cui để giải tán mọi người tụ tập để tưởng nhớ Grand Ayatollah Montazeri trong nhà thờ Hồi giáo Seyed. Mọi người đã tập trung tại nhà thờ Hồi giáo chính để làm lễ tưởng niệm, nhưng khi họ đến thì cửa đã đóng và lực lượng an ninh bảo họ rời đi. Sau đó, lực lượng an ninh bắt đầu đánh người, bao gồm cả phụ nữ và trẻ em bằng dùi cui, dây chuyền và đá, sử dụng hơi cay và bình xịt hơi cay và bắt giữ ít nhất 50 người, trong đó có bốn nhà báo và một giáo sĩ, Masoud Abid, người sẽ giảng bài. Nhiều người cũng bị thương. Một nhân chứng nói: "Họ đã đưa mọi người trong các cửa hàng và đánh đập họ hầu hết khỏi tầm nhìn của công chúng mặc dù một số vụ đánh đập xảy ra bên ngoài trên đường phố." Lực lượng an ninh cũng niêm phong nhà của Ayatollah Jalal Al-Din Taheri, người tổ chức dịch vụ và dùng để cầu nguyện vào thứ Sáu tại Isfahan cho đến khi ông từ chức năm 2002 để phản đối chủ nghĩa độc tài đang gia tăng của chính phủ.
Trong khi đó, các đoạn phim được gửi tới BBC từ Najafabad cho thấy đám đông đang hô vang "Tội phạm, kẻ hiếp dâm, cái chết cho lãnh đạo" và "Chúng tôi không sợ, chúng tôi không sợ" khi những người bảo vệ quan sát từ trên mái nhà.
Cảnh sát đã tấn công dữ dội những người than khóc và người biểu tình ở một số thành phố, với nhiều người bị thương và bị bắt giữ. Chính phủ cũng tuyên bố rằng tiền giấy với chú thích chống chính phủ, gần đây đã lan rộng khắp đất nước, sẽ bị cấm bắt đầu từ ngày 8 tháng 1.

#### 24 tháng 12
Vào ngày 24 tháng 12, các trang web của phe đối lập đã báo cáo rằng cảnh sát ở Tehran và thành phố Zanjan phía tây bắc đã đụng độ với những người biểu tình bất chấp lệnh của chính phủ Iran cấm các dịch vụ tưởng niệm cho Montazeri. Người biểu tình diễu hành tại Quảng trường Imam Khomeini ở miền nam Tehran trong một dấu hiệu để tang cho Montazeri. Những người biểu tình hô vang, "Hôm nay là một ngày để tang, quốc gia xanh của Iran đang chịu tang hôm nay", đề cập đến màu sắc thương hiệu của phe đối lập. Cảnh sát đã tấn công người biểu tình bằng gậy và hơi cay. Phụ nữ lớn tuổi đã cố gắng ngăn chặn việc bắt giữ nam thanh niên bằng cách ném mình vào họ, và bị đánh đập nặng nề bởi các sĩ quan có ý định kéo các chàng trai trẻ đi.
Trong khi đó, cảnh sát ở Zanjan, một thành phố chủ yếu là người nói tiếng Thổ Nhĩ Kỳ, đã cố gắng ngăn chặn một buổi lễ tang cho Montazeri bằng cách khóa nhà thờ Hồi giáo nơi tổ chức buổi lễ và tấn công những người khóc thương bên ngoài. Nó đã được đề cập rằng: Cảnh sát đánh người bằng bạo lực đến mức nhiều người bị gãy chân, tay và mũi. Cũng có nhiều vụ bắt giữ.

#### 26 tháng 12
Các nhân chứng và các trang web đối lập đã báo cáo các sự cố sau đây:
- Đã có những cuộc biểu tình ở một số khu vực của thủ đô, bao gồm các khu vực nghèo hơn ở phía nam Tehran, và các lực lượng chính phủ đã sử dụng hơi cay để cố gắng giải tán những người biểu tình.[70]
- Các cuộc đụng độ đã được báo cáo ở phía bắc Tehran gần nhà thờ Hồi giáo Jamaran (nơi Khomeini thường dùng để giải quyết vấn đề người dân), giữa hàng ngàn người ủng hộ phe đối lập (những người hô khẩu hiệu chống chính phủ) và cảnh sát chống bạo động. Cựu tổng thống cải cách Mohammad Khatami đã có mặt để phát biểu tại nhà thờ Hồi giáo để đánh dấu ngày thánh Shiite của Ashura. Tuy nhiên, các quan chức an ninh đã hủy bài phát biểu Ashura để được Khatami đưa ra và cũng bao vây nhà thờ Hồi giáo. Một trang web cải cách đã báo cáo khoảng 50 lực lượng mặc thường phục đột nhập vào nhà thờ Hồi giáo Jamaran và tấn công người dân. Cảnh sát chống bạo động cũng bắn hơi cay trong vụ việc. Những người biểu tình hét lên, "cái chết cho chế độ độc tài này" và "nếu Khomeini còn sống, anh ta chắc chắn sẽ ở cùng chúng tôi", theo các nhân chứng. Một nhân chứng cũng nói: "Cảnh sát nói với họ rằng họ có năm phút để rời đi và khi họ vẫn hô khẩu hiệu và kiên trì, cảnh sát trên xe máy đã lái xe qua đám đông và bắn những giọt nước mắt". Cảnh sát chống bạo động và các thành viên của Basij cũng đuổi theo những người biểu tình vào con phố Niavaran nhộn nhịp gần đó và bắn những viên đạn sơn vào họ. Các lực lượng an ninh cũng bắt giữ một số người biểu tình. Các cuộc đụng độ cũng được báo cáo giữa cảnh sát và người biểu tình gần một nhà thờ Hồi giáo khác ở phía bắc Tehran, Dar al-Zahra, nơi được biết đến là nơi tổ chức các giáo sĩ cải cách.[71][72]
- Những người ủng hộ phe đối lập đã tập hợp thành các nhóm dọc theo một tuyến đường chính của trung tâm thành phố Tehran dài vài km, nhưng cảnh sát đã có hiệu lực và không cho phép họ tham gia với nhau. Trước đó, đã xảy ra đụng độ tại một số điểm dọc theo đường Enghelab, một con đường chính trong đó vài tháng trước, hàng trăm ngàn người ủng hộ phe đối lập đã tổ chức các cuộc tuần hành phản đối sau cuộc bầu cử lại của Ahmadinejad. Cảnh sát cũng dừng lại và bắt giữ các hành khách của một chiếc xe buýt gần Quảng trường Enghelab vì họ đang hô khẩu hiệu ủng hộ phe đối lập. Một số người biểu tình được báo cáo đã hô vang: "Nhà độc tài phải biết rằng anh ta sẽ sớm bị lật đổ."   [73][74]
- Căng thẳng đang tăng cao tại các cuộc mít tinh, trong đó những người biểu tình đang hô vang các khẩu hiệu chống chính phủ ở ba khu vực của trung tâm Tehran. Các lực lượng chính phủ, bao gồm các binh sĩ của Lực lượng Bảo vệ Cách mạng ưu tú và Basiji bán quân sự, được cho là đã phản ứng mạnh mẽ với những người biểu tình đánh đập dùi cui, bắn những phát súng cảnh cáo vào không trung để giải tán người biểu tình, sử dụng vòi rồng và bình xịt hơi cay và đập vỡ kính chắn gió của những chiếc xe hơi. tích trữ trong cuộc biểu tình, cũng như thực hiện nhiều vụ bắt giữ.
- Lực lượng an ninh đuổi theo người biểu tình vào một tòa nhà, văn phòng của hãng thông tấn ISNA, nơi một số người biểu tình đã tìm nơi trú ẩn trong các vụ đụng độ, ISNA cho biết thêm một trong những phóng viên của họ đã bị thương khi lực lượng an ninh tấn công tòa nhà. Một nhân chứng cho biết ít nhất hai người bị thương khi cảnh sát đuổi theo người biểu tình vào tòa nhà. Họ đã phá vỡ hộp sọ của một người ISNA và đánh đập một nhân viên khác, nhân chứng nói. Dịch vụ tin tức của ISNA dường như hoạt động bình thường và sau đó đã đưa ra một báo cáo về vụ việc, nói rằng một trong những phóng viên của họ đã bị thương mà không xác định ai là người có lỗi.
- Một người phụ nữ lớn tuổi đi trên xe buýt thành phố trong khu vực đã được nghe kêu gọi hành khách hô vang các khẩu hiệu như "Ya Hossein, Mir Hossein" để ủng hộ lãnh đạo phe đối lập Mir Hossein Mousavi, một nhân chứng cho biết. Nhân chứng cho biết hành khách trên xe buýt chật cứng cũng hô vang "Neda của chúng tôi không chết, chính phủ đã chết", ám chỉ người biểu tình Neda Agha Soltan, người đã chết trong cuộc biểu tình ngày 20 tháng 6 trong cảnh gây sốc được xem trên video và xem bởi hàng triệu người trên khắp thế giới.
- Các nhân chứng cho biết cảnh sát chống bạo động đã nổ súng cảnh cáo ở một số khu vực của Tehran để ngăn chặn người biểu tình, nhiều người trong số họ hô vang khẩu hiệu ngày càng chống lại nhà lãnh đạo tối cao của đất nước, Ayatollah Ali Khamenei, nhân vật quyền lực nhất của Iran, thay vì Tổng thống Mahmoud Ahmadinejad.
- Các cuộc đụng độ đã được báo cáo tại các thành phố bao gồm Isfahan, Kermanshah và Shiraz, vì những người ủng hộ phe đối lập đã sử dụng các nghi lễ TASua và Ashura để xuống đường.

#### Sự kiện sau đó
Năm 2010, văn phòng của Montazeri do con trai ông Ahmad điều hành đã bị đóng cửa theo lệnh của Ali Khamenei.